# Out of Space
Out of Space ist die vierte offizielle Singleauskopplung der englischen Big-Beat-Band The Prodigy. Die Single wurde am 9. November 1992 vom Label XL Recordings in Großbritannien und vom Label Elektra in den USA veröffentlicht wurde. Im Vereinigten Königreich erreichte sie Platz fünf der britischen Singlecharts und wurde im Mai 2021 mit Gold für ihre Verkaufszahlen ausgezeichnet.
Im Jahr 2005 wurde ein Remix der Audio Bullys von Out of Space als Single mit dem Namen Voodoo People / Out of Space von der Greatest Hits Compilation Their Law: Die Singles 1990-2005 ausgekoppelt.

## Samples
Der Titelsong basiert auf dem Reggae Chase the Devil von Max Romeo & The Upsetters, der von Lee „Scratch“ Perry produziert wurde.
Auch „Critical Beatdown“ von den Ultramagnetic MCs wurde eingemischt, dies mit der Zeile „Pay close attention, I'll take your brain to another dimension.“ (deutsch: „Pass gut auf, ich nehme dein Gehirn mit in eine andere Dimension“).

## Musikvideo
Der Videoclip zeigt die Band beim Raven in ländlicher Umgebung. Keith Flint war in ein Raver-Outfit gekleidet, trug einen weißen Overall, eine Gesichtsmaske und fluoreszierende Handschuhe. Außerdem wurden Aufnahmen von damaligen Live-Shows der Band gezeigt und zwischendurch immer wieder Strauße eingeblendet.

## Titelliste
| Nr.          | Titel                                              | Länge |
| ------------ | -------------------------------------------------- | ----- |
| 1.           | Out of Space (Edit)                                | 03:41 |
| 2.           | Ruff in the Jungle Bizness (Uplifting Vibes Remix) | 04:20 |
| Gesamtlänge: | Gesamtlänge:                                       | 8:01  |

| Nr.          | Titel                                              | Länge |
| ------------ | -------------------------------------------------- | ----- |
| 1.           | Out of Space (Original Mix)                        | 05:07 |
| 2.           | Out of Space (Techno Underworld Remix)             | 04:48 |
| 3.           | Ruff in the Jungle Bizness (Uplifting Vibes Remix) | 04:20 |
| 4.           | Music Reach (1/2/3/4) (Live)                       | 04:21 |
| Gesamtlänge: | Gesamtlänge:                                       | 18:36 |

| Nr.          | Titel                                              | Länge |
| ------------ | -------------------------------------------------- | ----- |
| 1.           | Out of Space (Edit)                                | 03:41 |
| 2.           | Out of Space (Techno Underworld Remix)             | 04:48 |
| 3.           | Ruff in the Jungle Bizness (Uplifting Vibes Remix) | 04:20 |
| 4.           | Music Reach (1/2/3/4) (Live)                       | 04:21 |
| Gesamtlänge: | Gesamtlänge:                                       | 18:36 |

| Nr.          | Titel                                              | Länge |
| ------------ | -------------------------------------------------- | ----- |
| 1.           | Out of Space (Edit)                                | 03:45 |
| 2.           | Out of Space (Techno Underworld Remix)             | 04:46 |
| 3.           | Out of Space (Millenium Mix)                       | 06:32 |
| 4.           | Out of Space (Celestial Bodies Mix)                | 05:50 |
| 5.           | Ruff in the Jungle Bizness (Uplifting Vibes Remix) | 04:17 |
| 6.           | Jericho (Live)                                     | 04:21 |
| Gesamtlänge: | Gesamtlänge:                                       | 29:31 |

## Remix
- 1999 brachte Mellow Trax eine erste Coverversion des Songs heraus.
- 2014 veröffentlichte der Schweizer DJ Mr. Da-Nos in Zusammenarbeit mit dem Sänger und Rapper Junior-X den Track Out of Space, dessen Text auf dem Original basiert.
- 2014 erschien eine weitere Version des Tracks mit dem Titel Sending You Out of Space. Diesmal mixte das DJ-Duo Crew Cardinal den Song im Big-Room-Stil.

## Rezeption

### Chartplatzierungen
| ChartsChartplatzierungen     | Höchstplatzierung | Wochen |
| ---------------------------- | ----------------- | ------ |
| Deutschland (GfK)            | 15 (19 Wo.)       | 19     |
| Schweiz (IFPI)               | 30 (10 Wo.)       | 10     |
| Vereinigtes Königreich (OCC) | 5 (19 Wo.)        | 19     |

| ChartsJahrescharts (1993) | Platzierung |
| ------------------------- | ----------- |
| Deutschland (GfK)         | 62          |

### Auszeichnungen für Musikverkäufe
| Land/Region                  | Auszeichnungen für Musikverkäufe (Land/Region, Auszeichnung, Verkäufe) | Verkäufe |
| ---------------------------- | ---------------------------------------------------------------------- | -------- |
| Vereinigtes Königreich (BPI) | Platin                                                                 | 600.000  |
| Insgesamt                    | 1× Platin ·                                                            | 600.000  |